# Eugene Nida
Eugene Nida (11. november 1914 i Oklahoma City – 25. august 2011 i Bruxelles) var en amerikansk lingvist, kulturantropolog og semiotiker. Han regnes som fader til moderne oversættelsesteori. Han var kendt for sit engagement i De forenede Bibelselskaber, for sine mange publikationer inden for græsk tekstlingvistik, sociolingvistik, sprog, kultur og religion. 